# Conus beddomei
Conus beddomei é uma espécie de gastrópode do gênero Conus, pertencente a família Conidae.